# (37836) 1998 BD44
1998 بي دي 44 (ويعرف أيضًا باسم (37836) 1998 بي دي 44 وفق تسمية الكوكب الصغير) (بالإنجليزية: 1998 BD44)‏ هو كويكب ضمن حزام الكويكبات؛ وترتيبه 37836 من حيث الاكتشاف.
اكتُشف هذا الجُرم الفلكي بواسطة ماورا تومبيلي ‏ في 25 يناير 1998.

## وصلات خارجية
- (37836) 1998 BD44 في قاعدة بيانات مختبر الدفع النفاث لأجرام النظام الشمسي الصغيرة

- الاكتشاف · مخطط المدار ·  العناصر المدارية · المعلمات المادية

- (37836) 1998 BD44 على موقع ويكي سكاي: DSS2, SDSS, GALEX, IRAS, Hydrogen α, X-Ray, Astrophoto, Sky Map, Articles and images